# Раковская волость
Раковская волость — низшая единица административно-территориального деления в составе Минского уезда Минской губернии Российской империи (1857—1921).
Административный центр — местечко Раков.

## История
Согласно Полного списка обитаемым местам в Минской губернии в епархии Минской к дню 16 марта 1857 года, составленном статистическим ведомством, в Раковской волости насчитывалось 151 поселение: местечко Раков, 3 села (Дубровы, Киевец и Кривичи), 55 деревень, 31 фольварк, 26 имений, 22 урочища, 8 застенков, 3 кор. и 2 околицы, где проживали 11239 человек обоего пола. Наиболее удаленное обитаемое место — имение Лихачи находилось в 19 верстах от волостного правления.
В результате Крестьянской реформы 1861 года Раковская волость, состоящая из 6 смежных сельских обществ (795 душ муж. пола), стала нижней единицей административно-территориального деления государства с численностью населения от 300 до 2000 ревизских душ мужского пола. При первоначальном образовании волостей за основу было принято разделение на приходы.
Границы волостей окончательно определились в 1867 году, когда был уравнен статус былых государственных и помещичьих крестьян. Наибольшее расстояние отдалённых селений волости от центра управления в среднем не должно было превышать 12 вёрст.
В 1889 году Раковская волость насчитывала 154 населённых местности: 1 местечко (Раков), 4 села (Дуброво, Изяслав, Киевец, Кривичи), 53 деревни, 32 фольварка, 23 имения, 1 смолярный завод, 8 застенков, 3 корчмы, 4 мельницы, 1 односелье, 2 околицы, 21 урочище, 1 юрздыка.
12 декабря 1920 года на основе западной части территории волости была создана сельская гмина Раков в составе Польской Республики. Населённые пункты восточной части волости были включены в состав Заславской (Борздынь, Жуки, Казаки, Тейки, Новое Поле…), Старосельской (Аксаковщина, Дзвинячи…) и Великосельской волостей (Великое Село, Старинки…) Белорусской ССР.

## Волостное правление
Волостное правление на основании Общего Положения о крестьянах 1861 года составляли: волостной сход; волостной старшина с волостным правлением; волостной крестьянский суд.
С 1874 года волость находилась в ведении уездного по крестьянским делам присутствия, а с 1889 года перешла в ведение земского участкового начальника.
Раковская волость входила в состав 2-го стана полицейского управления, 1-го следственного участка, 4-го судебно-мирового участка, 2-го призывного участка, 13-го военно-конского участка, 4-го участка 1-го акцизного округа Минского уезда, 15-го района, подчиненного надзору лесоохранительного управления, вверенного лесничему Минского лесничества с местом жительства в местечке Койданов.
Волостные старшины:
К. Окулович (1857), И. Василевский (1864—1865…), Павел Радкевич (…1870…), Иван Григорьев Войнич (1874—1880), Калистр Окулович (1882—1889), Петр Желток (1890—1891), Кондрат Шнып (1893—1894), Бонифаций Корсак (1895—1897), и.д. Антон Славинский (1898—1903), Фома Батура (1901), Василий Полюхович (1904—1909), Николай Семенович Кухарчик (1910—1913), Павел Житкевич (1914—1916).
Волостные писари:
З. Морзон (1857), В. Тугановский (1864), Антон Осипов Жизневский (1861—1880), Михаил Огрызко (1882—1884), Осип (Иосиф) Морзон (1886—1889), Владимир Дубицкий (1890—1894), Антон Константинович Артюх (1895—1899), Адам Жвирблис (1900—1908), Владимир Яськевич (1909), Василий Пинязик (1910), Осип Максимович Волочник (1911—1912), Александр Корзун (1913—1916).